# Gattisiddanahalli, Bangalore North
Gattisiddanahalli là một làng thuộc tehsil Bangalore North, huyện Bangalore Urban, bang Karnataka, Ấn Độ.